# Владимиров, Николай Николаевич
Никола́й Никола́евич Влади́миров (род. 18 ноября 1979, Чебоксары, СССР) — российский государственный, муниципальный и партийный («Единая Россия») деятель; юрист. Сенатор Российской Федерации — представитель от Государственного совета Чувашской Республики (с 2021). С 27 ноября 2024 года — первый заместитель председателя Комитета Совета Федерации по конституционному законодательству и государственному строительству. Кандидат юридических наук (2019).
Депутат Государственного совета Чувашской Республики (2021). Заместитель Главы города Чебоксары — председателя Чебоксарского городского собрания депутатов (февраль 2017 — сентябрь 2021); врио главы города Чебоксары (июнь — октябрь 2017).
Из-за поддержки российской агрессии во время российско-украинской войны находится под персональными международными санкциями разных стран.

## Биография

### Происхождение
Родился в Чебоксарах в семье работников Чебоксарского электроаппаратного завода — Николая Григорьевича и Ольги Васильевны Владимировых. С родителями и младшим братом Юрием жил в доме на улице Урукова, расположенной в Северо-Западном районе города. Ходил в местный детский сад и учился в ближайшей чебоксарской школе № 31. Каникулы проводил в родной деревне отца — Большое Яниково в Урмарском районе Чувашии. До 7 класса ходил в музыкальную школу, где осваивал игру на аккордеоне. Занимался тяжелой атлетикой, дзюдо; более четырёх лет занимался в секции самбо у Заслуженного тренера Узбекской ССР В. Ф. Малькова в чебоксарском Дворце пионеров. Интересовался историей.
После окончания школы в 1997 году поступил на юридический факультет Чувашского государственного университета им. И. Н. Ульянова, который окончил в 2002 году. Студентом 4-го курса работал юристом в ООО «Центр правовых и финансовых услуг». В 2003 году работал помощником адвоката в Адвокатском бюро Чувашской Республики «Ваньевы и партнеры». В студенческие годы увлёкся политикой, вступил в партию «Яблоко», чувашским отделением которого руководил доцент юридического факультета Чувашского государственного университета имени И. Н. Ульянова Е. Л. Лин.

### Политическая карьера
В 2003 году Николай Владимиров участвовал в выборах в Государственную думу по Канашскому одномандатному избирательному округу № 33 как член партии «Яблоко». В 2004 году возглавил юридический отдел ООО «Чебоксарская макаронная фабрика „Вавилон“». С 2004 по 2007 год значился руководителем чебоксарской юридической фирмы — ООО «Центр связи». 16 октября 2005 года самовыдвиженцем участвовал на выборах депутатов Чебоксарского городского Собрания депутатов IV созыва. В 2006 году возглавлял чувашское отделение партии «Яблоко». Впоследствии перешёл в партию «Единая Россия».
С 2007 по 2013 год — начальник юридического отдела ЗАО «Чебоксарская электротехническая компания». 10 октября 2010 года участвовал в качестве кандидата-самовыдвиженца на выборах депутатов Чебоксарского городского Собрания депутатов (ЧГСД) V созыва. До 2011 года был помощником депутата ЧГСД А. О. Ладыкова, впоследствии ставшего Главой администрации города Чебоксары (сити-менеджером). 4 декабря 2011 года Николай Владимиров участвовал на дополнительных выборах депутата ЧГСД V созыва от партии «Единая Россия», был избран. С 2012 года является учредителем и руководителем ООО Юридическая фирма «Статус». В 2013 году введён в состав Палаты молодых законодателей при Совете Федерации.
13 сентября 2015 года участвовал в выборах депутатов ЧГСД VI созыва, был избран. 18 сентября 2016 года участвовал в качестве кандидата на выборах депутатов Государственной думы VII созыва, а также был кандидатом на выборах депутатов Государственного совета Чувашской Республики VI созыва.
В феврале 2017 года по предложению Главы города Чебоксары Ирины Клементьевой был назначен одним из двух заместителей главы города; курировал местное самоуправление, экономическую и социальную политику; работал на освобожденной основе. После того, как 20 июня 2017 года на заседании ЧГСД было принято решение о досрочном прекращении полномочий главы города Чебоксары — председателя ЧГСД VI созыва Ирины Клементьевой, обязанности главы города Чебоксары исполнял Николай Владимиров. И. о. главы Чебоксар Николай Владимиров занял 10 место в медиарейтинге глав столиц субъектов ПФО по итогам августа 2017 года, был в этой временной должности более трёх месяцев — до октября 2017 года.
В марте 2018 года Николаю Владимирову было организовано посещение международного форума стран БРИКС «VisionforFuture» в Нью-Дели в Индии.
В 2019 году заместитель главы Чебоксар Н. Н. Владимиров стал автором законодательной инициативы, согласно которому в Чувашии предлагалось запретить покупку автомобиля без справки о наличии парковочного места. В 2019 году стал кандидатом юридических наук.
13 сентября 2020 года Николай Владимиров участвовал в выборах депутатов ЧГСД VII созыва, был выдвинут Чебоксарским городским местным отделением Партии «Единая Россия»; был избран и назначен председателем постоянной комиссии ЧГСД по местному самоуправлению и депутатской этике. С 2020 по 2021 год руководил фракцией «Единая Россия» в ЧГСД. Заместитель Секретаря Чувашского регионального отделения партии «Единая Россия».

### Работа в Совете Федерации
19 сентября 2021 года избран депутатом Государственного совет Чувашской Республики VIII созыва от партии «Единая Россия», которая выдвинула кандидатуру Николая Владимирова на должность сенатора от парламента Чувашии. На первой сессии нового состава Госсовета Чувашии 29 сентября 2021 года был наделён полномочиями сенатора Российской Федерации — представителя от Государственного совета Чувашской Республики в Совете Федерации. Перед голосованием выступила против и предлагала отложить голосование фракция «Справедливая Россия», которая возражала, ссылаясь на то, что Н. Н. Владимиров и дня не проработал в Госсовете Чувашии. 6 октября 2021 года вошёл в состав Комитета Совета Федерации по конституционному законодательству и государственному строительству.
Из-за поддержки нарушения территориальной целостности Украины во время российско-украинской войны находится под персональными международными санкциями Евросоюза, США, Великобритании и ряда других стран.

## Семья и личная жизнь
Женат, воспитывает троих детей — сына Алексея и двух дочерей (младшая 2017 г. р.). Живёт в городе Чебоксары; проводит свободное время со своей семьей в деревне Большое Яниково Урмарского района. Увлекается садоводством и игрой на аккордеоне, играет в шахматы. В семье есть собака, которую подобрал на улице. Предпочитает отдых на Красной Поляне в Сочи, на Камчатке. Николай Владимиров уверен, «можно быть вечно недовольным и критиковать все вокруг, но только реальными делами можно сделать жизнь лучше». Православный.
Родители Николая Владимирова происходят из многодетных сельских семей. Отец — Владимиров Николай Григорьевич родился в деревне Большое Яниково Урмарского района Чувашской АССР, умер в 2006 году; мать — Владимирова Ольга Васильевна, родилась в 1954 году.
Младший брат Владимиров Юрий Николаевич родился в 1983 году.
В 2018 году Николай Владимиров получил доход по основному месту работы в размере 1 010 000 руб., иной доход — 147 516 руб., супруга — 125 858,22 руб. Имеет недвижимое имущество: три земельных участка общей площадью 3800 м², квартиру площадью 45.4 м²; супруга — квартиру площадью 42.5 м². Владеет автомобилем Toyota Highlander.

## Санкции
9 марта 2022 года, на фоне вторжения России на Украину, внесён в санкционный список всех стран Европейского союза так как он голосовал за ратификацию договоров о дружбе с самопровозглашёнными ЛНР и ДНР. 24 марта 2022 года внесён в санкционный список Канады «соратников режима» за «содействие в нарушения суверенитета и территориальной целостности Украины»
30 сентября 2022 года внесён санкционный список Соединенных Штатов Америки «за аннексию Путиным регионов Украины» и одобрения закона о фейках. Государственный департамент отмечает что сенаторы «проголосовали за одобрение просьбы Путина о вводе войск в Украину, что послужило неоправданным предлогом для полномасштабного вторжения России в Украину».
По аналогичным основаниям, с 15 марта 2022 года находится под санкциями Великобритании. С 16 марта 2022 года находится под санкциями Швейцарии. С 21 апреля 2022 года находится под санкциями Австралии. Указом президента Украины Владимира Зеленского от 7 сентября 2022 находится под санкциями Украины. С 3 мая 2022 года находится под санкциями Новой Зеландии.

## Критика и отзывы
В 2015 году Николай Владимиров вступил в конфликт с мировым судьёй судебного участка № 5 Ленинского района города Чебоксар Вячеславом Романовым, который по версии следствия 19 июня 2015 года «заехал на своем автомобиле Nissan в деревню Большое Яниково Урмарского района, там на деревенской улице остановился и по малозначительному поводу вступил в словесный конфликт с 60-летней местной жительницей Ольгой Владимировой, являющейся матерью депутата Чебоксарского горсобрания Николая Владимирова. Во время ссоры судья „из хулиганских побуждений толкнул“ пенсионерку, отчего та упала на землю и сломала руку. После этого пьяный Вячеслав Романов ударил женщину ногой по ноге. Затем судья побил 32-летнего сына Ольги Владимировой, который попытался вступиться за мать». Адвокат В. Романова Константин Мусман утверждал, что судья стал жертвой произвола: Н. Владимиров воспользовался возникшей ситуацией, и поводом для «инициирования травли Романова со стороны депутата Владимирова» послужил «глубокий личностный конфликт» с судьей; в 2012 году Романов рассматривал уголовное дело в отношении «местного банкира» Эдуарда Скворцова, которого обвиняли по двум статьям УК РФ; Владимиров, с которым Романов познакомился «около 15 лет назад», обратился к нему и попросил оправдать Скворцова, но судья Романов отказал, из-за чего «старые знакомые поругались, что слышали сотрудники аппарата суда». По словам Мусмана, «между ними развился конфликт, который перерос в инициирование в отношении Романова сфабрикованных материалов, чтобы получить разрешение для привлечения его к уголовной ответственности».
Бывший руководитель штаба ФБК в Чебоксарах Семён Кочкин утверждает, что Н. Н. Владимиров в государственных органах представляет интересы Главы администрации города Чебоксары А. О. Ладыкова («правая рука Ладыкова юрист Коля Владимиров», «сам Николай Владимиров — верный оруженосец, Санчо Панса Ладыкова», «когда Алексей стал сити-менеджером, по его округу и при его поддержке избрался и Владимиров», «дружба с Ладыковым превратила молодого оппозиционера в трусливого приспособленца», «в Совете Федерации Владимиров не будет никаким представителем Чувашии, а будет положенцем Алексея Ладыкова», «Ведь именно сити-менеджеру он всему обязан, и ему присягнул на верность»). В 2021 году Семён Кочкин обвиняет Николая Владимирова: «Я шёл на выборы в прошлом году, чтобы убрать жулика из гордумы — и не то чтобы я надеялся на честную игру, но Владимиров смог меня удивить размахом фальсификаций. Тут было и жесткое давление на бюджетников и запрет на мою агитацию, и вскрытие сейф-пакетов с подменой бюллетеней, и резиновые квартиры, в которых прописывали по 10 человек. <…> одна из нехороших квартир принадлежала директору 27 школы и тёте Ладыкова Людмиле Жуковой».
Депутат Госсовета Чувашии от КПРФ Александр Андреев считает: «Многие говорят о том, что руководящие посты в городе будут отданы людям Николаева, но я не согласен с этим мнением. Думаю, Ладыков сделает всё, чтобы оставить город за собой и поставить на оставленную им должность своего человека. Николай Владимиров в этой системе лишь инструмент для форсирования событий, продвижения клана Ладыковых на федеральном уровне».

## Награды
- Благодарность главы Чувашской Республики (2014)
- Памятная медаль «XIX Всемирного фестиваля молодежи и студентов 2017 года в г. Сочи» (2018)
- Медаль «В память о 550-летии города Чебоксары» (2019)